# Kiskakucs
Kiskakucs (Cacuciu Vechi), település Romániában, a Partiumban, Bihar megyében.

## Fekvése
A Réz-hegység alatt, Élesdtől délkeletre, a Sebes-Körös bal partján, Nagykakucs és Rév közt fekvő település.

## Története
Kiskakucs nevét 1482-ben, majd 1552-ben említette először oklevél Olah Kakwch néven. 1808-ban Kakucs (Oláh-), 1888-ban Oláh-Kakucs, 1913-ban Kiskakucs néven írták. A 17. század elejéig a Thelegdy család uradalmának része volt. A 19. század első felében pedig Szervenszky Béla volt a falu birtokosa.
1851-ben Fényes Elekírta a településről:
Bihar vármegyében, a Sebes-Körös kies völgyében: 186 óhitü lakossal, anyatemplommal. Határa
kicsiny, de meglehetős. Urbéri telek 5. Közös birtokát lásd Szászfalva. Birja a Servánszky család
1910-ben 350 lakosából 6 német, 344 román volt. Ebből 12 görögkatolikus, 332 görögkeleti ortodox, 6 izraelita volt. A trianoni békeszerződés előtt Bihar vármegye Élesdi járásához tartozott.

## Nevezetességek
- Görög keleti ortodox temploma.